# Mensenrechtentulp
De Mensenrechtentulp (Engels: Human Rights Tulip) is een jaarlijkse onderscheiding van de Nederlandse overheid om mensenrechtenverdedigers te ondersteunen bij hun werk aan het bevorderen en beschermen van mensenrechten over de hele wereld, en daarbij gerelateerde onderwerpen onder de aandacht te brengen. 
Sinds 2008 reikt het Nederlandse Ministerie van Buitenlandse Zaken jaarlijks deze onderscheiding uit aan een uitmuntende mensenrechtenverdediger.